# 寿量寺

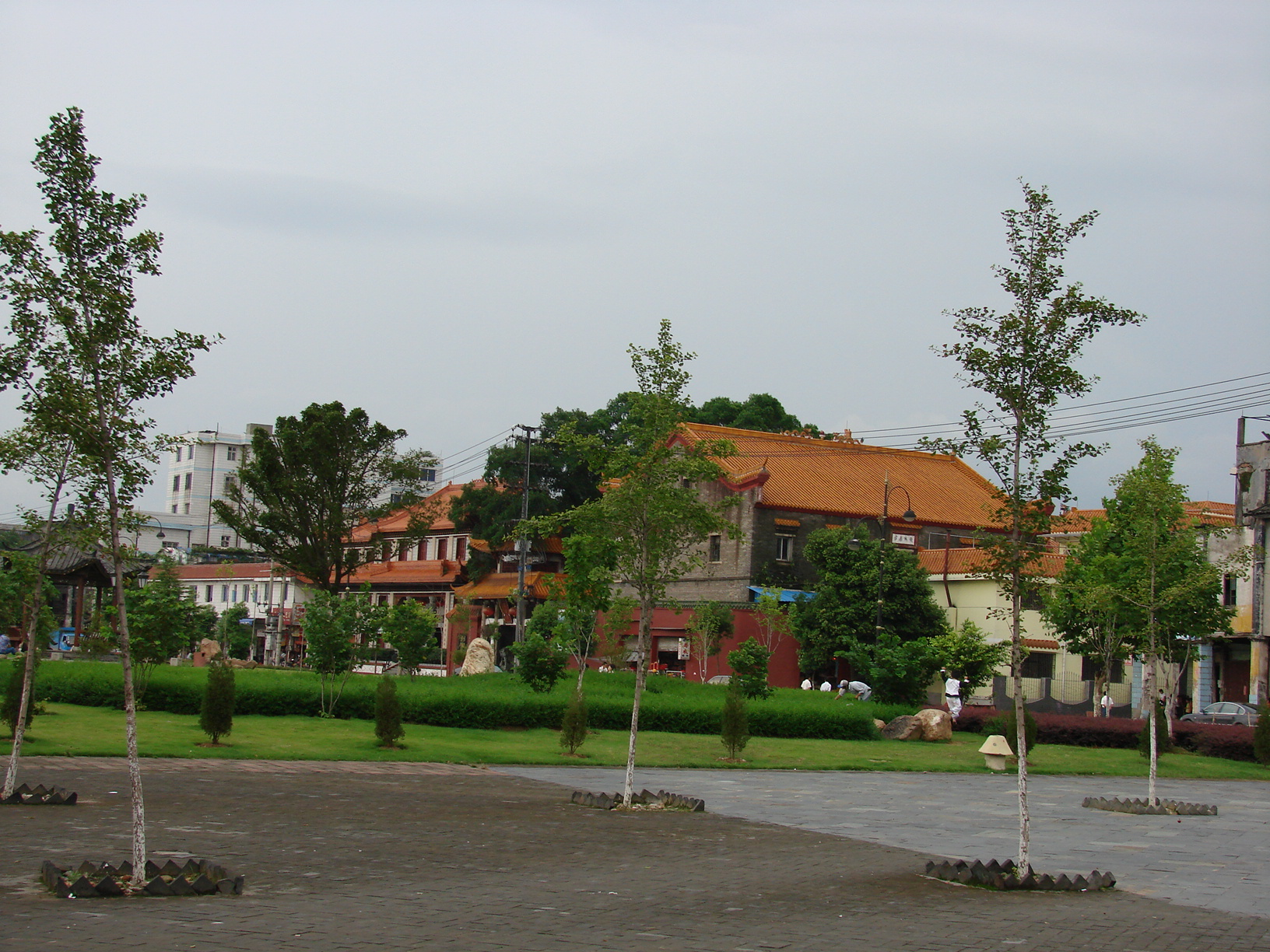
寿量寺

寿量寺位于江西赣州章贡区中山路，为五代后梁（907—923年）由百胜军防御使卢光稠所建。开始起名为“卢兴延寿”，后来改为“圣寿”，北宋大中祥符年间（1008—1016年）易名为寿量寺。寺内原有一尊高达6米的铁铸观音大士像，也是卢光稠出资所造，曾是江西省最大的铁造像，但在“文化大革命”时期被毁。

寿量寺元末曾毁于兵火，明代洪武年间（1368—1398年），由僧人荣安重建，大学士解缙为其题写有《寿量寺中兴碑词》，并撰有《重建寿量寺记略》一文。
现寿量寺保存的建筑物建于清朝。大殿内重塑有一尊高达6米的木持观音大士像。